# A magyar labdarúgó-válogatott 2013. február 6-i mérkőzése
A magyar labdarúgó-válogatott barátságos mérkőzése Fehéroroszország ellen, 2013. február 6-án. A találkozó végeredménye 1–1 lett.

## Előzmények
A magyar labdarúgó-válogatott ezzel a mérkőzéssel mutatkozott be a 2013-as naptári évben. A találkozó a március 22-én megrendezendő Románia elleni hazai világbajnoki-selejtező felkészülését szolgálta.

„Védekezésben és támadásban is fejlődnünk kell, bőven van még min javítani. (...) Kielemeztük a norvégok elleni találkozót, felhívtam a figyelmet a hátul elkövetett hibákra, és támadásban is sokkal jobban ki kell használnunk az üres területeket, váratlan ritmusváltásokat várok a fehéroroszok elleni meccsen is.”

– Egervári Sándor, Magyarország szövetségi kapitánya. 

Fehéroroszország szintén az első meccsén lépett pályára 2013-ban.

„Elég információval rendelkezünk a magyarokról. Láttunk róluk felvételeket, ezek alapján hasonló a játékuk a miénkre. Fegyelmezettek, jól dolgoznak labda nélkül, és kiválóan kontráznak. Így verték meg a törököket is. Egy helyzetet engedélyeztek Törökországnak, azt az ellenfél be is lőtte, ők viszont három hibát is góllal büntettek, így fordítani tudtak. Vannak sztárnak nevezhető labdarúgóik, ugyanakkor gyenge pontja nincs a csapatnak. A csatáruk, Szalai gyors, erős, és mostanában gólokat is lő szép számmal, a középpályásaik pedig igen mozgékonyak. Összességében azt mondom, egy nagyon komoly csapat lesz az ellenfelünk.”

– Heorhij Kandracjev, Fehéroroszország szövetségi kapitánya. 

## Keretek
Egervári Sándor, a magyar labdarúgó-válogatott szövetségi kapitánya, január 23-án hirdette ki huszonkét főből álló keretét, melyben két újonc kapott helyet. Böde Dániel, a Ferencváros támadója és Szolnoki Roland, a Videoton jobbhátvédje. Február 3-án Varga József sérülés, február 5-én Pátkai Máté betegség miatt mondta le a válogatott szereplést.
Heorhij Kandracjev, Fehéroroszország szövetségi kapitánya január 25-én hirdette ki a tizennyolc fős keretet.
| Fehéroroszország                        | Fehéroroszország        | Fehéroroszország | Fehéroroszország | Fehéroroszország | Fehéroroszország      |
| Poszt                                   | Név                     | Kor              | Vál.             | Gól              | Klub                  |
| --------------------------------------- | ----------------------- | ---------------- | ---------------- | ---------------- | --------------------- |
| K                                       | Dzmitrij Huscsanka      | 24 éves          | 0                | 0                | Belsina Babrujszk     |
| K                                       | Szjarhej Veramko        | 30 éves          | 17               | 0                | K. Szovetov Szamara   |
| V                                       | Makszim Bardacsov       | 26 éves          | 21               | 2                | BATE Bariszav         |
| V                                       | Jahor Filipenka         | 24 éves          | 22               | 0                | BATE Bariszav         |
| V                                       | Aljakszandr Martinovics | 25 éves          | 27               | 2                | FK Krasznodar         |
| V                                       | Vital Trubila           | 28 éves          | 9                | 0                | Dinama Minszk         |
| V                                       | Dzmitrij Verhavcov      | 26 éves          | 30               | 2                | K. Szovetov Szamara   |
| V                                       | Makszim Zsavnercsik     | 27 éves          | 6                | 0                | Kubany Krasznodar     |
| KP                                      | Szjarhej Balanovics     | 25 éves          | 5                | 1                | Sahcjor Szalihorszk   |
| KP                                      | Renan Bressan           | 24 éves          | 8                | 3                | Alanyija Vlagyikavkaz |
| KP                                      | Sztanyiszlav Drahun     | 24 éves          | 11               | 3                | K. Szovetov Szamara   |
| KP                                      | Andrej Hacsaturjan      | 25 éves          | 1                | 0                | Sahcjor Szalihorszk   |
| KP                                      | Szjarhej Kiszljak       | 25 éves          | 30               | 4                | FK Krasznodar         |
| KP                                      | Anton Pucila            | 25 éves          | 30               | 5                | Freiburg              |
| KP                                      | Jan Ciharav             | 28 éves          | 27               | 0                | Lokomotyiv Moszkva    |
| KP                                      | Aljakszandr Valadzko    | 26 éves          | 3                | 0                | BATE Bariszav         |
| CS                                      | Uladzimir Hvascsinszki  | 22 éves          | 1                | 0                | Dinama Minszk         |
| CS                                      | Vital Radzivonav        | 29 éves          | 31               | 6                | BATE Bariszav         |
| Szövetségi kapitány: Heorhij Kandracjev |                         |                  |                  |                  |                       |

| Magyarország                         | Magyarország     | Magyarország | Magyarország | Magyarország | Magyarország     |
| Poszt                                | Név              | Kor          | Vál.         | Gól          | Klub             |
| ------------------------------------ | ---------------- | ------------ | ------------ | ------------ | ---------------- |
| K                                    | Bogdán Ádám      | 25 éves      | 12           | 0            | Bolton Wanderers |
| K                                    | Gulácsi Péter    | 22 éves      | 0            | 0            | Liverpool        |
| K                                    | Megyeri Balázs   | 22 éves      | 0            | 0            | Olimbiakósz      |
| V                                    | Guzmics Richárd  | 25 éves      | 1            | 0            | Haladás          |
| V                                    | Kádár Tamás      | 22 éves      | 7            | 0            | Diósgyőr         |
| V                                    | Korcsmár Zsolt   | 24 éves      | 14           | 0            | Brann            |
| V                                    | Mészáros Norbert | 32 éves      | 5            | 0            | Debreceni VSC    |
| V                                    | Szolnoki Roland  | 21 éves      | 0            | 0            | Videoton         |
| V                                    | Vanczák Vilmos   | 29 éves      | 67           | 2            | FC Sion          |
| KP                                   | Dzsudzsák Balázs | 26 éves      | 49           | 10           | Gyinamo Moszkva  |
| KP                                   | Elek Ákos        | 24 éves      | 23           | 1            | Diósgyőr         |
| KP                                   | Gyurcsó Ádám     | 21 éves      | 5            | 1            | Videoton         |
| KP                                   | Hajnal Tamás     | 31 éves      | 52           | 6            | VfB Stuttgart    |
| KP                                   | Koltai Tamás     | 25 éves      | 11           | 0            | Győri ETO        |
| KP                                   | Koman Vladimir   | 23 éves      | 25           | 7            | FK Krasznodar    |
| KP                                   | Pátkai Máté      | 24 éves      | 2            | 0            | Győri ETO        |
| KP                                   | Pintér Ádám      | 24 éves      | 13           | 0            | Real Zaragoza    |
| KP                                   | Varga József     | 24 éves      | 18           | 0            | Greuther Fürth   |
| CS                                   | Böde Dániel      | 26 éves      | 0            | 0            | Ferencváros      |
| CS                                   | Rudolf Gergely   | 27 éves      | 23           | 9            | Diósgyőr         |
| CS                                   | Szabics Imre     | 31 éves      | 32           | 12           | Sturm Graz       |
| CS                                   | Szalai Ádám      | 25 éves      | 14           | 7            | Mainz 05         |
| Szövetségi kapitány: Egervári Sándor |                  |              |              |              |                  |

 megjegyzés: Az adatok a mérkőzés előtti állapotnak megfelelőek.

## A mérkőzés
Mindkét csapat a törökországi Belekben tartózkodott edzőtáborban, ezért bonyolították le ott a felkészülési találkozót, magyar idő szerint 17:00-s kezdéssel. A mérkőzést egyetlen tévétársaság sem közvetítette. A találkozón török bírói hármas működött közre.
Az első félidő harminckettedik percében Szabics Imre egy megpattanó lövéssel szerezte meg a vezetést a magyar csapat számára. A szünetre így 1–0-s magyar vezetéssel vonultak a csapatok. Az ötvennyolcadik percben Aljakszandr Valadzko egy  tizenhatoson kívülről érkező lövéssel egyenlített. A hatvanhatodik percben pályára lépett az élete első válogatott mérkőzését játszó Böde Dániel (A Ferencvárosból legutóbb 2005-ben került be játékos a nemzeti csapatba). A találkozón több gól már nem született: Fehéroroszország–Magyarország 1–1 (0–1).

„Tetszett, ahogy játszottunk, végig diktáltuk a tempót a meccsen. Sajnos volt 1-2 sérülés, illetve betegség, ami miatt változtatni kellett kényszerűségből. Néha a széleken talán emiatt is zavartak meg minket a magyarok, olykor elkalandozott a figyelmünk. De a fiatalok, akik lehetőséget kaptak, összességében dicséretet érdemelnek, hiszen fontos posztokon álltak helyt. Sajnos a gólt egy nagyon szerencsétlen hiba előzte meg, ami mostanában jellemző ránk, ezek elkerülésén is dolgoznunk kell a jövőben. A csapat megmutatta karakterét a problémák dacára is, és hátrányban sem adta fel a küzdelmet.”

– Heorhij Kandracjev 

„Az első félidőben meghatározó, jó játékot tudtunk megvalósítani, talán nagyobb előnnyel is kezdhettük volna a második játékrészt. A második félidőben kiegyensúlyozottabbá vált a játék, az ellenfél előtt is adódtak helyzetek. Lehetőséget tudtunk adni néhány olyan játékosnak is, akik most csatlakoztak hozzánk, vagy hosszabb idő után tértek vissza a csapatba. Böde Dániel és Rudolf Gergely játékával is elégedettek lehetünk, és a taktikai változtatásokra is jól reagáltak a játékosaink, egy kifejezetten fordulatos, jó mérkőzés kerekedett az összecsapásból. (...) Varga József és Szalai Ádám személyében alapemberek estek ki a csapatból, de akik lehetőséget kaptak, élni tudtak vele, külön-külön is hozzá tudtak tenni a játékunkhoz. A győzelem elmaradása miatt lehet némi hiányérzetünk, mert az első félidőbeli teljesítményünk alapján közelebb álltunk a sikerhez. Voltak jó és közepes teljesítmények is a csapatban, utóbbiakat inkább az idény eleji felkészültség okozta, a hozzáállással, mentalitással elégedett voltam.”

– Egervári Sándor 

### Az összeállítások
| Aljakszandr Valadzko 58' |

| 32' Szabics Imre |

| Szjarhej Veramko          | (K)   | 12 |
| Aljakszandr Martinovics   | (JV)  | 3  |
| Dzmitrij Verhavcov        | (KV)  | 18 |
| Jahor Filipenka           | (KV)  | 21 |
| Makszim Bardacsov         | (BV)  | 19 |
| 78' Szjarhej Kiszljak     | (JKP) | 15 |
| 54' Sztanyiszlav Drahun   | (KKP) | 2  |
| Anton Pucila              | (KKP) | 14 |
| Renan Bressan             | (BKP) | 10 |
| a szünetben Vital Trubila | (CS)  | 5  |
| 78' Vital Radzionav       | (CS)  | 20 |

| 1  | (K)   | Bogdán Ádám                |
| 3  | (JV)  | Vanczák Vilmos             |
| 21 | (KV)  | Korcsmár Zsolt             |
| 17 | (KV)  | Mészáros Norbert 66'       |
| 4  | (BV)  | Kádár Tamás                |
| 16 | (VKP) | Pintér Ádám                |
| 11 | (JSZ) | Koman Vladimir a szünetben |
| 10 | (KKP) | Hajnal Tamás               |
| 7  | (BSZ) | Dzsudzsák Balázs           |
| 8  | (CS)  | Rudolf Gergely a szünetben |
| 18 | (CS)  | Szabics Imre 82'           |

| Dzmitrij Huscsanka              | 32 |
| a szünetben Szjarhej Balanovics | 7  |
| Makszim Zsavnercsik             | 9  |
| 78' Uladzimir Hvascsinszki      | 11 |
| Yan Tsiharow                    | 17 |
| 54' Aljakszandr Valadzko        | 23 |
| 78' Andrej Hacsaturjan          | 35 |

| 12 | Megyeri Balázs           |
| 2  | Guzmics Richárd          |
| 6  | Elek Ákos a szünetben    |
| 13 | Böde Dániel 66'          |
| 14 | Gyurcsó Ádám 82'         |
| 19 | Szolnoki Roland          |
| 20 | Koltai Tamás a szünetben |

| Makszim Bardacsov 87' |

| 49' Elek Ákos |

### Statisztika
| Fehéroroszország |                   | Magyarország |
| ---------------- | ----------------- | ------------ |
| 1                | Gólok             | 1            |
| 15               | Összes lövés      | 11           |
| 4                | Kapura lövések    | 5            |
| 26,6%            | Lövéspontosság    | 45,4%        |
| 8                | Szögletek         | 3            |
| 13               | Szabálytalanságok | 12           |
| 3                | Lesek             | 1            |
| 1                | Sárga lapok       | 1            |
| 0                | Piros lapok       | 0            |

## Örökmérleg a mérkőzés után
| Fehéroroszország |           | Magyarország |
| ---------------- | --------- | ------------ |
| 1                | Győzelem  | 0            |
| 1                | Döntetlen | 1            |
| 6                | Gólok     | 3            |
| 4/6              | Pontok    | 1/6          |
| 66,6%            | %         | 16,6%        |